# Rituale Satanum
Rituale Satanum es el álbum debut de la banda finlandesa de black metal, Behexen. Fue lanzado en julio de 2000 por Sinister Figure Records. Su título es una burla al texto religioso de la fe católica, Ritual Romano.

## Listado de canciones
| N.º | Título                                                       | Duración |  |
| 1.  | «Intro - The Summoning (Performed by Nazgul Von Armageddon)» | 1:05     |  |
| 2.  | «Sota Valon Jumalaa Vastaan»                                 | 3:33     |  |
| 3.  | «Night of the Blasphemy»                                     | 4:46     |  |
| 4.  | «Christ Forever Die»                                         | 5:31     |  |
| 5.  | «Towards the Father»                                         | 3:55     |  |
| 6.  | «Saatanan Varjon Synkkyydessä»                               | 5:55     |  |
| 7.  | «Baphomet's Call...»                                         | 5:42     |  |
| 8.  | «The Flames of the Blasphemer»                               | 5:44     |  |
| 9.  | «Blessed Be the Darkness»                                    | 4:21     |  |
| 10. | «Rituale Satanum»                                            | 4:02     |  |

## Personal
- Hoath Torog: Voz
- Gargantum: Guitarra
- Lunatic: Bajo
- Horns: batería

- Datos: Q7336878